# Mesnil-Saint-Laurent
Mesnil-Saint-Laurent är en kommun i departementet Aisne i regionen Hauts-de-France i norra Frankrike. Kommunen ligger  i kantonen Saint-Quentin-Sud som ligger i arrondissementet Saint-Quentin. År 2022 hade Mesnil-Saint-Laurent 450 invånare.

## Befolkningsutveckling
Antalet invånare i kommunen Mesnil-Saint-Laurent
Referens: INSEE